# Jules Hardouin-Mansart
Jules Hardouin-Mansart (Párizs, 1646. április 16. – Marly-le-Roi, 1708. május 11.) francia barokk építész. XIV. Lajos király várostervezője, aki Versailles építését befejezte. Vezető mestere lett annak az építészeti stílusnak, amely XIV. Lajos stílusaként  vagy francia klasszicizmusként vált ismertté.
Fő művei a Place des Victoires (1684–1690); Place Vendôme (1690); a Les Invalides kápolnája (1690) és a Versailles-i kastély Nagy Trianonja. Monumentális alkotásai XIV. Lajos francia királyt és uralkodását hivatottak dicsőíteni.

## Munkássága
1674-ben kezdett hírnevet szerezni a kis Château de Val felépítésével és a Chantilly fejlesztésében való részvételével. 
XIV. Lajos király megbecsülését azután nyerte el, hogy elkészítette a Château de Clagny terveit, amelyet a király szeretőjének, Madame de Montespannak szántak. Korábbi eredményei között szerepelt számos magánház, köztük a sajátja, a Hôtel de Lorges, később a Hôtel de Conti.
1675-ben a király hivatalos építésze lett, 1678-tól pedig a versailles-i palota áttervezésével és bővítésével foglalkozott.
Louis Le Vau építész tervei alapján Mansart megépítette az új Tükörcsarnokot, az Orangerie-t, a Nagy Trianont, valamint az északi és déli szárnyat.
Bár élete nagy részében ezzel a hatalmas projekttel foglalkozott, Mansart sok más középületet, templomot és fényűző épületet épített. Úgy gondolják, hogy a párizsi Les Invalides kápolnája tükrözi leginkább képességét a klasszikus és a barokk építészeti tervezés ötvözésére.

## Művei
- Hôtel de Conti, La Monnaie, Paris (1669)
- Château de Clagny (1675–1683)
- Versailles-i kastély
  - 1677: The Bosquet des Dômes (1677)
  - 1678 à 1684: A Tükörcsarnok (1678–1689)
  - A park felé néző homlokzat, északi és középső szárnyak (1679–89)
  - Kis és nagy istállók és az új Orangerie (1684–1686)
  - A Nagy-Trianon (1687)
  - Királyi Kápolna (1698–1710)
  - Notre-Dame de Versailles temploma (1698–1710)
- Place Vendôme (1677–99)
- Château de Marly (1679–1684) (elpusztult)
- Hôtel de Ville, Nemours (1669) (korábban a Notre-Dame kolostora)
- Hôtel de Ville, Arles (1676)
- Château de Vall (1674–1677)
- Château de la Chaize , Odenas (1676)
- Pavillon de Manse, Chantilly (1676–1680)
- Saint-Louis-des-Invalides temploma és a Hôtel des Invalides egy része (1676–1706)
- Castres püspöki palotája (1677–1679)
- Château de Saint-Germain-en-Laye rekonstrukciója (1680)
- Hôtel de Beauvillier , Versailles (1681)
- Hôtel Colbert de Croissy , Versailles (1682)
- Château de Dampierre, Dampierre-en-Yvelines (1682–1684)
- Hôtel de Chevreuse , Versailles (1683)
- A kápolna befejezése, Château de Chambord (1684)
- Château de Boury, Boury-en-Vexin (1685)
- A burgundiai hercegek palotájának újjáépítése, Dijon (1685)
- Place des Victoires, Paris (1686)
- Orangerie Château de Sceaux (1686)
- Maison royale de Saint-Louis, Saint-Cyr-l'École (1686)
- Saint-Vigor temploma, Marly-le-Roi (1688–1689)
- Saint-Louis temploma rekonstrukciója, Poissy  (1695–1708)
- Château de Meudon rekonstrukciója Grand Dauphinnak (1698–1704)
- Château de Vanves, (1698)
- Hôtel de Ville,rekonstrukciója Lyon (1701–1703)
- Eglise Saint-Roch, Paris (1701–1722)

## Galéria

### Les Invalides
- A párizsi Hôtel des Invalides  (1676–1691)
- A Les Invalides kupolája alulról nézve
- Hardouin-Mansard terve a Les Invalides oszlopsoráról, nem készült el (1700)

### A Versailles-i palota
- A versailles -i palota Tükörcsarnoka (1680)
- Az Orangerie a versailles-i palotában (1684-86)
- Nagy Trianon Versailles -ban (1687)

### Királyi terek
- Place des Victoires, Párizs
- A párizsi Place Vendôme tér
- A Place Royale Dijonban

### Egyéb
- A Château de Clagny központi pavilonja, Madame de Montespan számára (1674–1680)
- Château de Dampierre
- Château de Marly
- Pavillon Mansart Vanvesben
- A Meudon kastély (1705), 1871-ben leégett, és 1877 után csillagvizsgálóvá alakították át

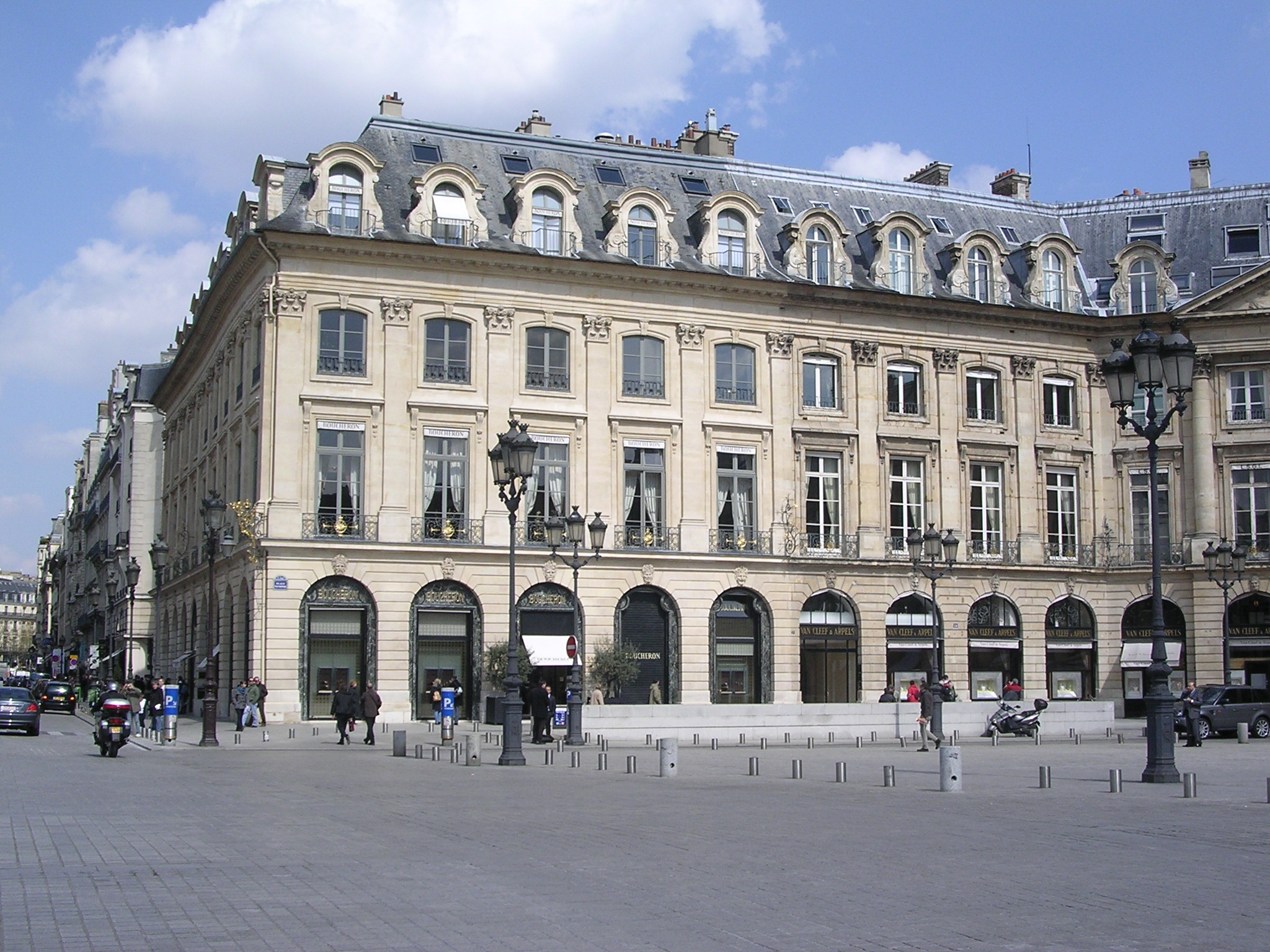
Place Vendôme Párizsban
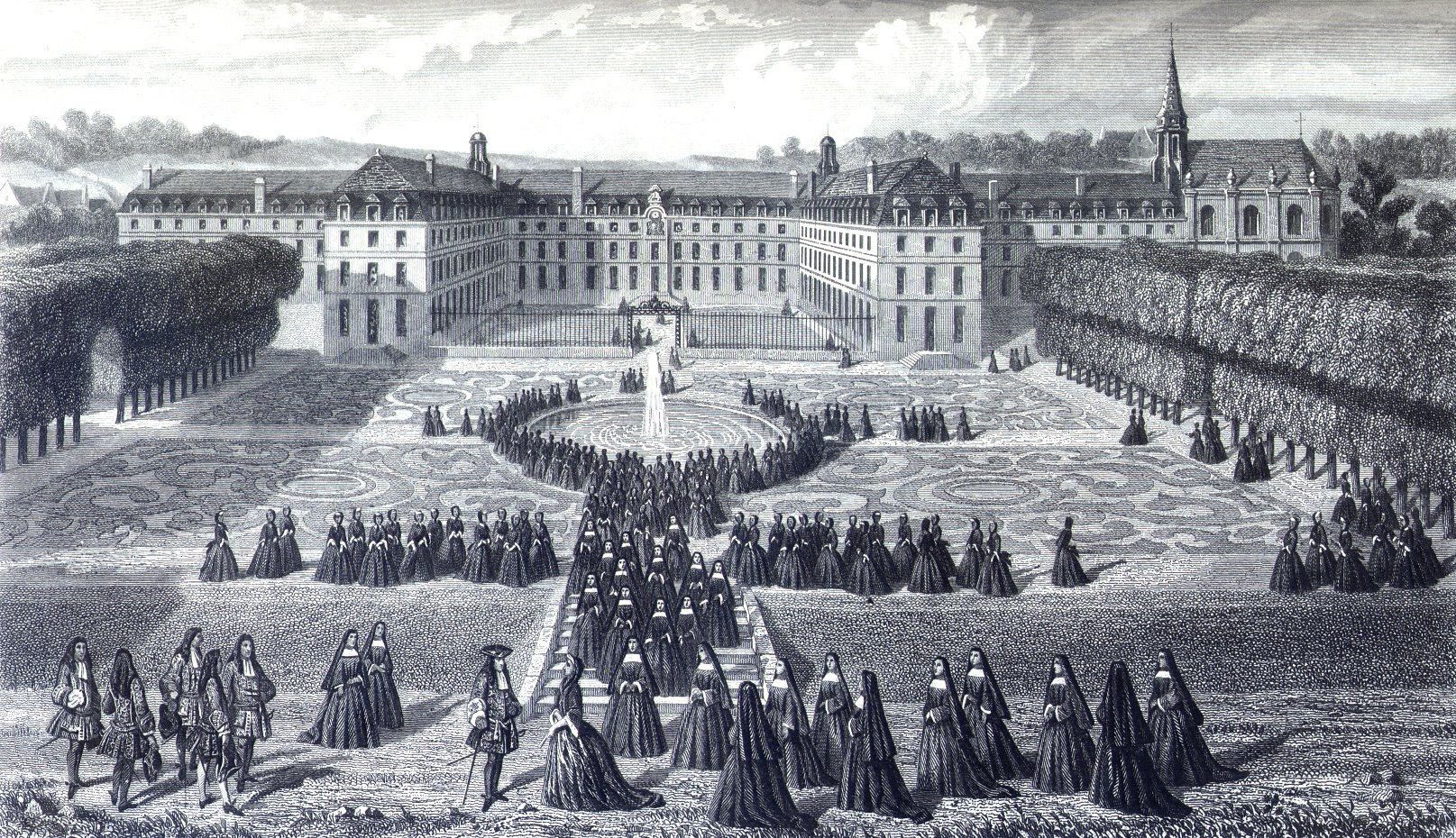
Maison royale de Saint-Louis Saint Cyr-ben (1684)

## Fordítás
- Ez a szócikk részben vagy egészben  a   Jules Hardouin-Mansart című angol Wikipédia-szócikk fordításán alapul.  Az eredeti cikk szerkesztőit annak laptörténete sorolja fel. Ez a jelzés csupán a megfogalmazás eredetét és a szerzői jogokat jelzi, nem szolgál a cikkben szereplő információk forrásmegjelöléseként.